# Love Heart Cheat Code
Love Heart Cheat Code è il quarto album in studio della band jazz/funk australiana Hiatus Kaiyote, pubblicato il 28 giugno 2024 da Brainfeeder e Ninja Tune. L'album è stato prodotto da Mario Caldato Jr., ed è stato preceduto da cinque singoli.

Love Heart Cheat Code fa seguito all'album Mood Valiant del 2022, che ha vinto il premio come miglior album o EP jazz indipendente agli AIR Awards del 2022 ed è stato nominato come miglior album R&B progressivo ai 64esimi Grammy Awards annuali.
A differenza di Mood Valiant, che includeva canzoni incentrate sull'improvvisazione come Sparkle Tape Break Up e And We Go Gentle, la band si concentrò su composizioni già scritte che furono portate e perfezionate in studio. Per l'album, la band ha registrato con il produttore Mario Caldato Jr. e un gruppo di colleghi musicisti di Melbourne tra cui Taylor "Chip" Crawford, che suonava uno strumento da lui inventato chiamato frello; il chitarrista Tom Martin; e il flautista Nikodimos.

## Tracce
1. Dreamboat – 2:11
2. Telescope – 4:46 (Saalfield, Bender, Mavin, Moss, Ronald White, Smokey Robinson)
3. Make Friends – 4:53
4. BMO Is Beautiful (featuring Niki Yang) – 0:41
5. Everything's Beautiful – 2:50
6. Dimitri – 4:28
7. Longcat – 1:47
8. How to Meet Yourself – 3:16
9. Love Heart Cheat Code – 4:33
10. Cinnamon Temple – 3:20
11. White Rabbit – 3:33 (Grace Slick)